# Königsbrunner Heide

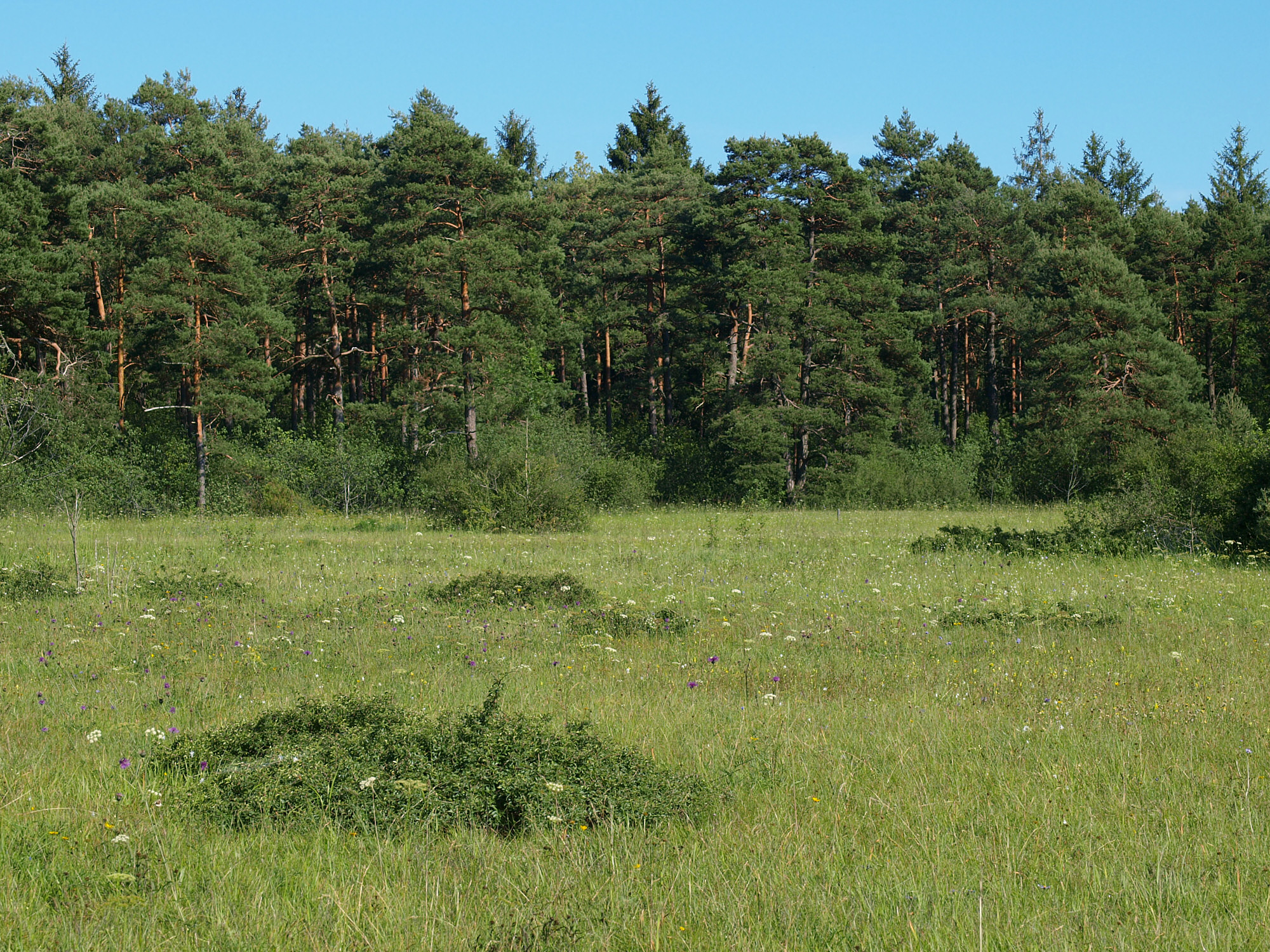
Kernbereich der „Königsbrunner Heide“ Ende Juli mit flachen Büschen des Felsen-Kreuzdorns und angrenzendem, lichtem Schneeheide-Kiefernwald

Die Königsbrunner Heide ist eine ca. 50 ha große Schotterheide auf Augsburger Stadtgebiet und steht als Teil des Stadtwalds unter Naturschutz. Sie wird im Westen durch die Königsbrunner Ostumgehung und im Süden durch den Wasserhausweg begrenzt. Im Norden und Osten reicht sie bis an den Kiefernwald heran. Besonders bekannt ist sie durch die einzigartige Massenblüte der Sumpf-Siegwurz im Juli. Sie ist größtes mitteleuropäisches Vorkommen der Sumpf-Siegwurz und teilweise ein Trinkwasserschutzgebiet. Es erfolgt eine Beweidung durch Schafe und Przewalski-Pferde. Das Areal erstreckt sich auf einer Höhe von 511 m ü. NHN bis zu 519 m ü. NHN. 

## Heidefläche
Die Königsbrunner Heide ist ein Areal auf dem Schottergrund des ehemaligen Flussbereiches des Lechs. Die Schottermassen wurden durch den Lechgletscher und den Fluss selbst herangeschoben. Die Heide liegt heute abseits des Lechs, der an dieser Stelle vor ca. 2.000 Jahren floss und sich im Laufe der Zeit in östliche Richtung verlagerte. Die Heide war noch vor 150 Jahren Bestandteil der riesigen Lechtalheiden, ein großes Areal zusammenhängender Trockenrasen. Die heute erhaltenen Restflächen nehmen nur noch 1 % der Ursprungsgebiete ein.
Die Königsbrunner Heide teilt sich durch ein partiell ausgelichtetes Nadelwaldgehölz in zwei Flächen auf. Die westlich gelegene Hasenheide ist eine wertvolle Glatthaferwiese, während es sich bei der Kernheide um eine Trockenrasenfläche mit Hang zum Halb-Trockenrasen handelt. Als Orchideenhabitat und botanische Schatzkammer ist das Gebiet in botanischen Kreisen bekannt geworden. Zum Schutz von Flora, Fauna und Funga wurde das Wegenetz deutlich verkleinert. Auf den Flächen herrscht ein freiwilliges Wegegebot. So sollen Trittschäden und Störungen vermieden werden. Seit dem 15. Dezember 2009 verläuft an den Heideflächen und in weiteren Teilen des südlichen Augsburger Stadtwalds ein Naturforscherlehrpfad.

## Beweidungsprojekte

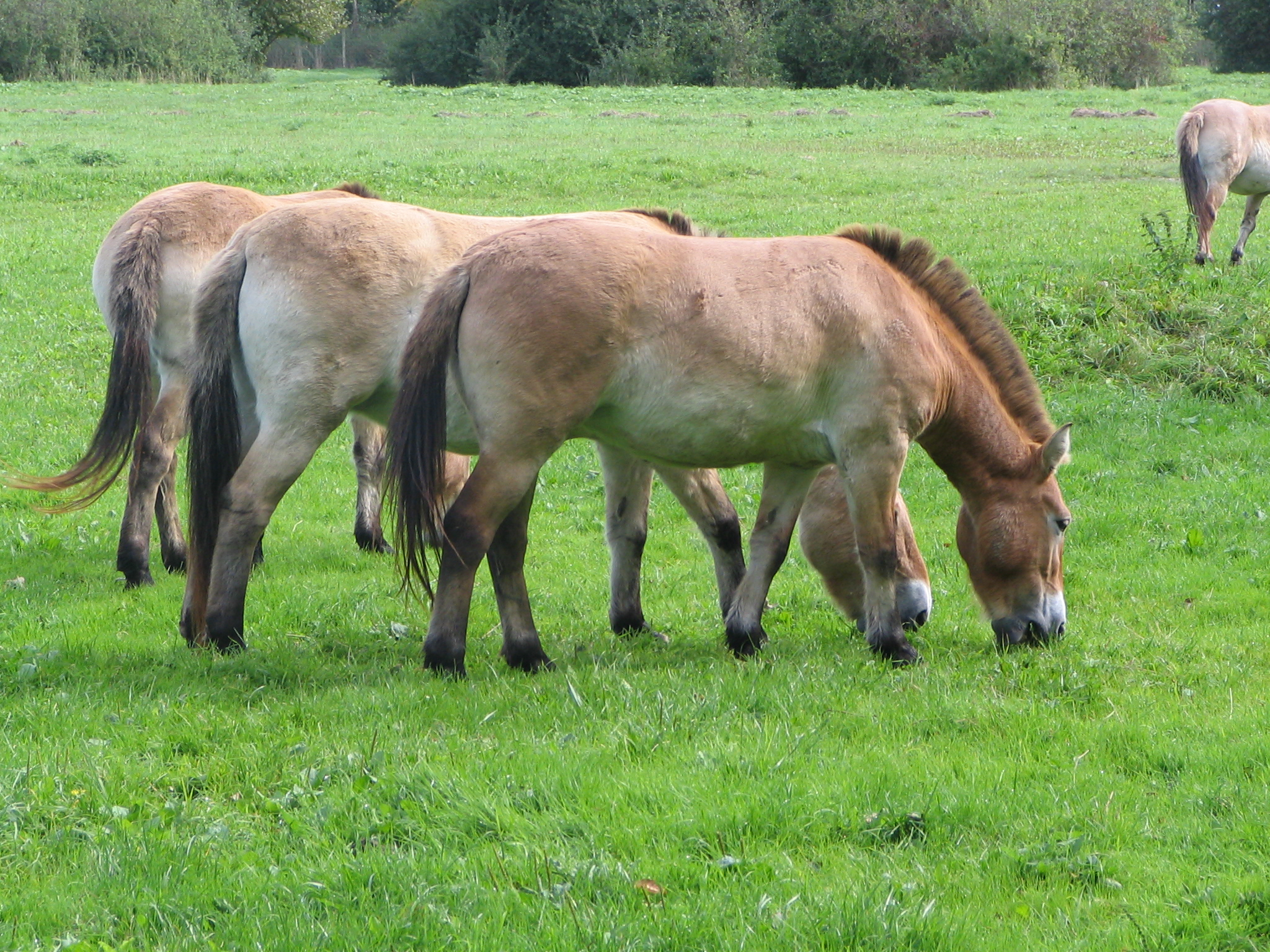
Przewalski-Pferde (Equus przewalskii) beim Grasen auf Grünland

Im Rahmen eines von der Deutschen Bundesstiftung Umwelt (DBU) unterstützten Pilotprojekts (Beweidungsprojekt „Lichte Wälder“) wurden 2007 im nördlich angrenzenden Wald zwei 8 und 15 ha große Gehege für Rothirsche und Przewalski-Pferde errichtet. Das Projektgebiet im südwestlichen Teil des Naturschutzgebietes Stadtwald Augsburg ist ein 100 bis 150 Jahre alter Kiefernwald. Ziele der Beweidung sind der Erhalt und Förderung der lichten Strukturen. Außerdem werden eine dünnere Streu- und Rohhumusauflage sowie offene Stellen auf dem Boden, auf denen Kiefernsamen ideale Keimbedingungen vorfinden, geschaffen. Die aus der Beweidung resultierenden Veränderungen wurden wissenschaftlich dokumentiert. Nach der Pilotphase endete 2011 die Förderung durch die Deutsche Bundesstiftung Umwelt. Ab 2012 bis Ende 2020 erfolgte die Förderung durch den Bayerischen Naturschutzfonds.
2012 wurde die Beweidung mit Przewalski-Pferden während des Winterhalbjahrs auf die angrenzende Hasenheide ausgedehnt (Beweidungsprojekt „Hasenheide“). Während den Sommermonaten weiden seit 1998 im Rahmen des Beweidungskonzeptes „Wanderschäfer“ in dem etwa 12 ha großen Gehege Schafe. 2014 entschied sich der Landschaftspflegeverband dazu, die Beweidung mit Rothirschen im Kiefernwald aufzugeben. Ersatzweise wird das Gehege seit 2017 mit Przewalski-Pferden und Schafen beweidet.

## Fauna

### Reptilien
Auf den Heideflächen sonnen sich Blindschleichen und Zauneidechsen. Sie sind die Hauptnahrungsquelle der in Deutschland stark gefährdeten Schlingnatter. In feuchten Habitaten stellen Ringelnattern überwiegend Fröschen nach. Im Wald, an den Rändern und im Unterholz kann auch die giftige Kreuzotter angetroffen werden. Sie ist im Lechtal akut vom Aussterben bedroht.

### Schmetterlinge

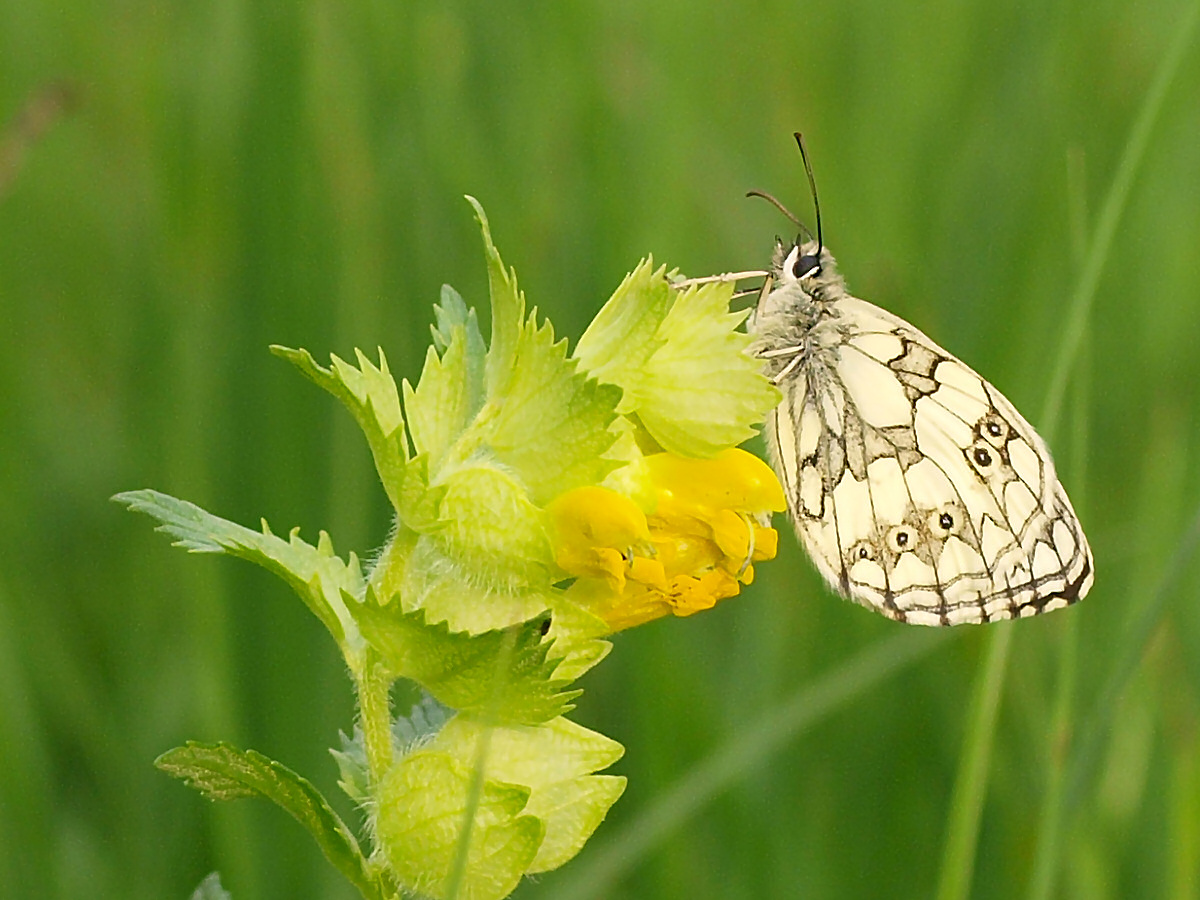
Schachbrett (Melanargia galathea) an Klappertopf (Rhinanthus)

Durch die vielen Blütenpflanzen und das reichhaltige Nektarangebot beherbergt die Königsbrunner Heide zahlreiche Falter. Auf den Flächen ist der farbenprächtige Schwalbenschwanz – ein Ritterfalter – weit verbreitet. Als typische Weißlinge sind der Aurorafalter und der Zitronenfalter vertreten. Aus der Familie der Augenfalter sind das Rotbraune Wiesenvögelchen, das Schachbrett und der Schornsteinfeger oft zu sehen. An Bläulingen kommen neben häufigen Arten wie der Hauhechel-Bläuling und der Silbergrüne Bläuling auch seltene Arten vor, darunter der Kleine Feuerfalter sowie der Nierenfleck- und der Kreuzdorn-Zipfelfalter. Hervorzuheben ist hier der Dunkle Wiesenknopf-Ameisenbläuling, ein Relikt einst feuchter Bereiche der Heideflächen. Zu den wenig häufigen Edelfaltern gehören der Kleine und der Feurige Perlmuttfalter. Der Kleine Fuchs und der Wachtelweizen-Scheckenfalter sind dagegen keine Seltenheit. Der Admiral und der Distelfalter wandern jedes Jahr aus dem Mittelmeerraum ein, letztgenannter teils sogar aus Afrika. An tagaktiven Nachtfaltern sind das Sechsfleck-Widderchen, die Braune Tageule und der Kleine Weinschwärmer zu nennen.

## Flora

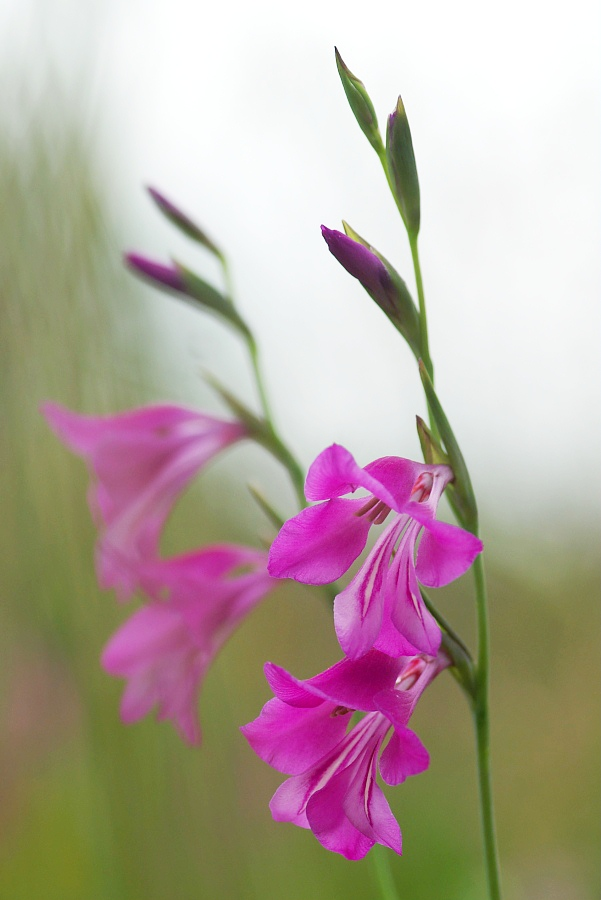
Blüten der Sumpf-Siegwurz (Gladiolos palustris)

Zu den Frühblühern im März/April zählen vor allem die Schneeheide, die Gewöhnliche Küchenschelle und das Raue Veilchen. Daraufhin blüht im April/Mai auf der Hasenheide entlang des Ölbachs zerstreut der Berg-Hahnenfuß. Auf der Hasenheide findet sich auch die Herzblättrige Kugelblume, während die Gewöhnliche Kugelblume auf allen Teilbereichen ihre Blüten entfaltet. Der Regensburger Geißklee ist vor allem im Bereich der Kernheide zu finden – die Königsbrunner Heide markiert am Lech die westliche Verbreitungsgrenze. Im Mai blüht das stark nach Nelken duftende Heideröschen. Der bis Juli blühende Frühblühende Thymian verströmt dagegen einen würzigen Geruch. Die Art wächst auf der Hasenheide stellenweise rasig. Im späten Frühjahr erhöhen das Echte Labkraut und der Raue Alant den gelben Farbanteil der Heideflächen. Etwas später von Juni bis August folgt der Weidenblättrige Alant mit seinen gelben Blüten.

### Enziane

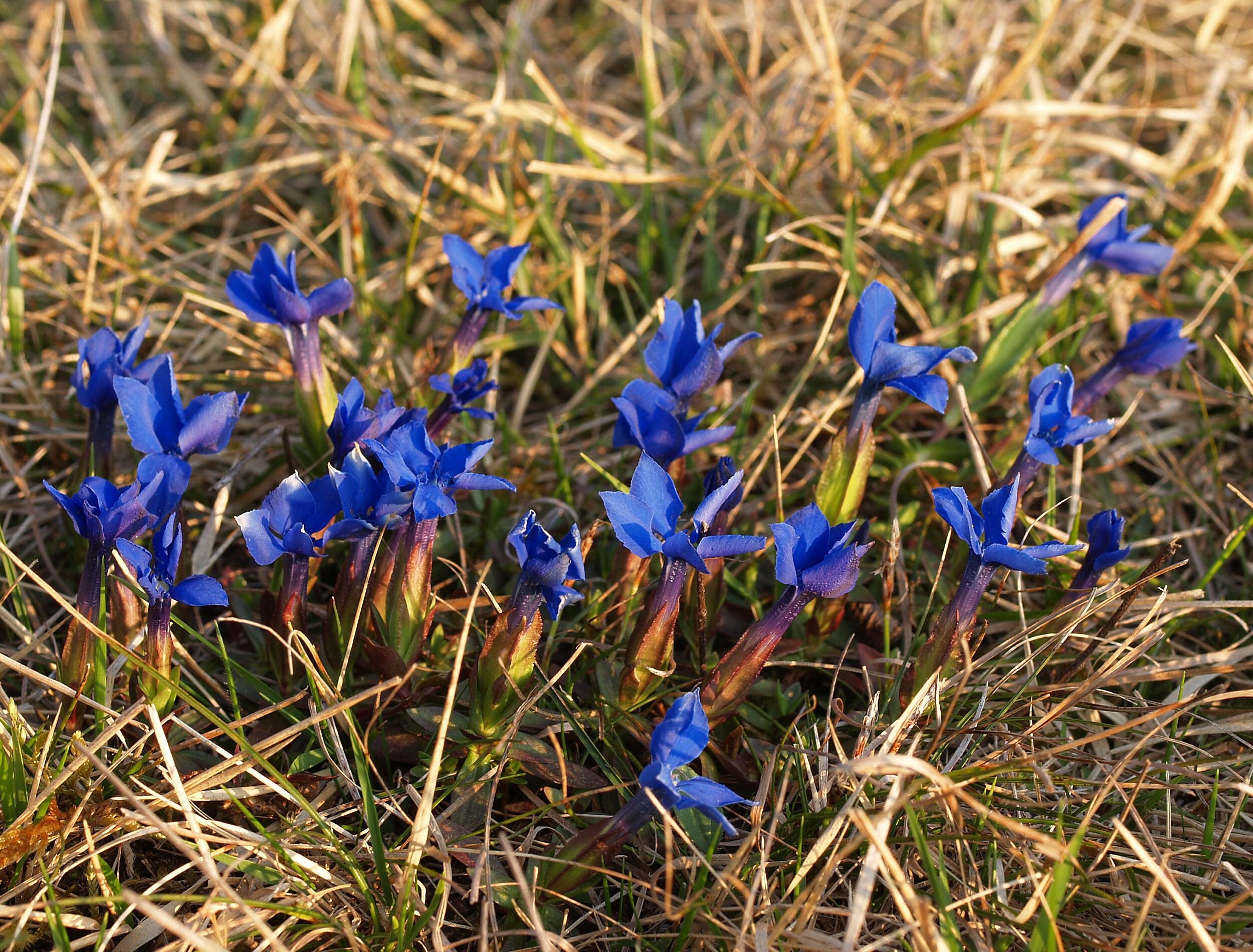
Kernheide Mitte April: Frühlings-Enzian (Gentiana verna)

Bemerkenswert ist das Vorkommen des Frühlings-Enzians von April bis Mai auf der Kernheide, wohingegen der Clusius-Enzian dort nur vereinzelt anzutreffen ist. Beide Populationen sind rückläufig. An einer Stelle wächst im Mai sogar der rare Schlauch-Enzian, der in Deutschland nur in Südbayern vorkommt. Von Juli bis August blüht auf der Kernheide der Kreuz-Enzian. Während die Art zur Ausbreitung tendiert, ist der Schwalbenwurz-Enzian sehr selten geworden. Dagegen kann der Deutsche Enzian von August bis September vergleichsweise häufig angetroffen werden. Zur selben Zeit bis in den Oktober hinein zeigt der Gewöhnliche Fransenenzian seine Blüten.

### Orchideen

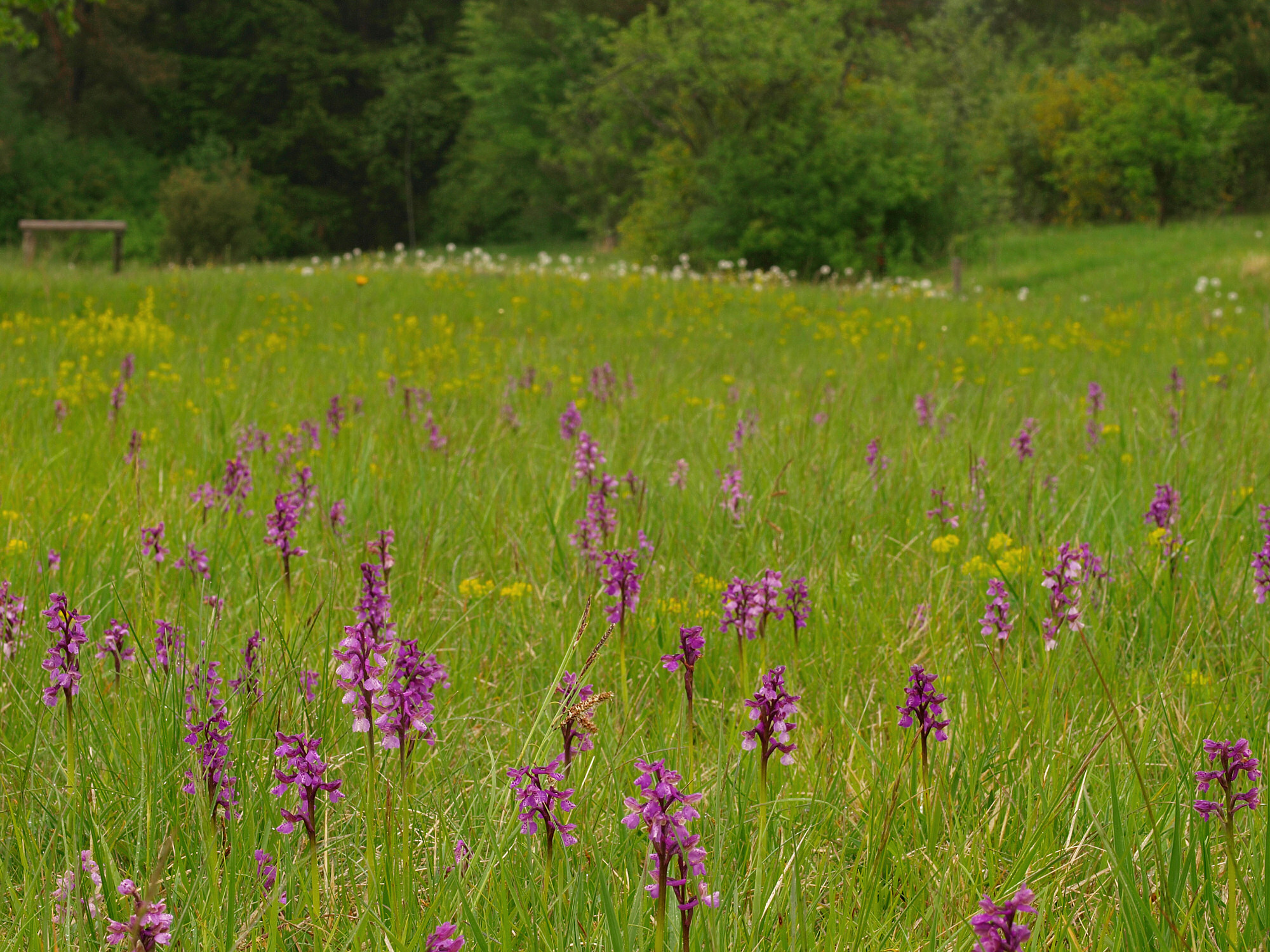
Kernheide Mitte Mai mit Kleinem Knabenkraut (Anacamptis morio)

Als erste Orchidee im Jahr blüht ab Mai das Kleine Knabenkraut. Eine üppige Population kann alljährlich im nordöstlichen Bereich der Hasenheide beobachtet werden. Vor Jahrzehnten war das Helm-Knabenkraut die häufigste Orchidee der Lechheiden, heute kommt sie im Mai/Juni nur noch sehr selten auf der Kernheide vor. Ebenfalls vereinzelt ist das Große Zweiblatt und die Weiße Waldhyazinthe anzutreffen. Dagegen ist die bis in den August blühende Mücken-Händelwurz konstant und zahlreich vertreten. Im Juni zeigt das gerne truppweise wachsende Brand-Knabenkraut seine Blütenstände. Die Orchidee ist in den letzten Jahren eher häufiger geworden. Selten und vereinzelt ist hingegen die Pyramiden-Hundswurz zu sehen. Unter den Ragwurzen zählt die Fliegen-Ragwurz zu den häufigsten Arten. Sie blüht jedes Jahr, allerdings unterschiedlich stark. Auch die Bienen- und die Hummel-Ragwurz können nach jahrelanger Abstinenz immer wieder einmal auftreten. Als seltenster Gattungsvertreter macht sich die Spinnen-Ragwurz derzeit rar. Bis vor einigen Jahren konnte die Orchidee auf der Hasenheide nachgewiesen werden. Feuchte Orte sind das typische Habitat der Sumpf-Stendelwurz – sie blüht von Juni bis Juli. Etwas später von Juli bis August kann am Auenrand vereinzelt die Breitblättrige Stendelwurz gefunden werden.

## Funga

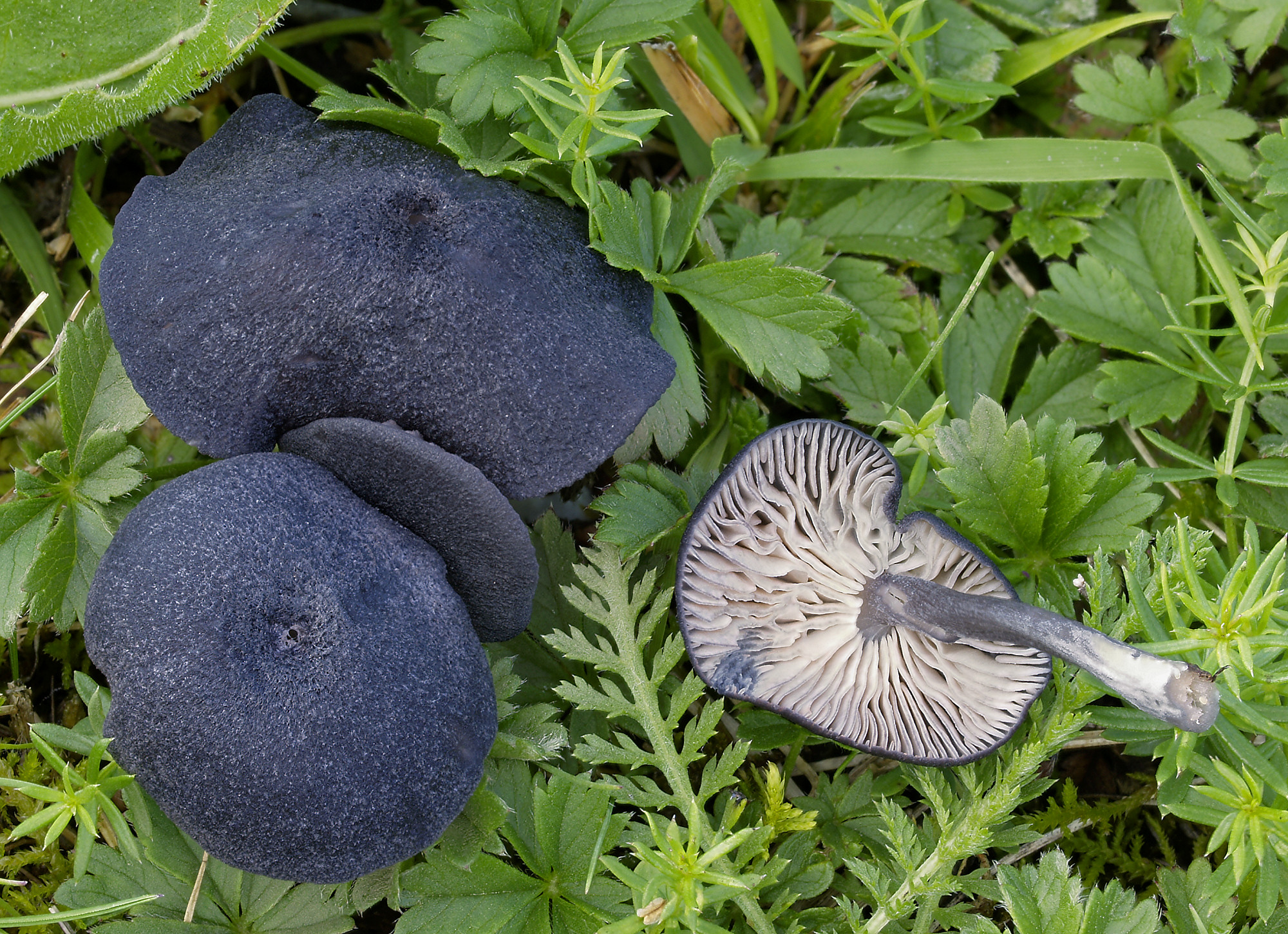
Hasenheide Mitte August mit dem Gesägtblättrigen Glöckling (Entoloma serrulatum)

Das abwechslungsreiche Biotopangebot ermöglicht eine artenreiche Pilzgesellschaft. Einige Pilze sind im Bestand bedroht und stehen deshalb auf der Roten Liste gefährdeter Arten. Auf den reinen Offengrasflächen sind beispielsweise der Dattelbraune Ellerling, die Geweihförmige Wiesenkoralle und die Trockene Erdzunge anzutreffen. Einen Schwerpunkt bilden Saftlinge, die bundesweit unter Schutz stehen. Zu den typischen Arten zählen der Kalkliebende Filz-Saftling, der Papageigrüne und der Safrangelbe Saftling. Dazu gesellen sich etliche Rötlinge wie der Gesägtblättrige Glöckling, der Montane Blaustiel-Zärtling und der Schiefergraue Zärtling. Auch Rötelritterlinge wachsen auf den Flächen, darunter der Fälblingsähnliche, der Horngraue und der Lavendelfarbene Rötelritterling. An den Rändern der umgebenden, lichten Schneeheide-Kiefern-Wälder und rings um die solitär stehenden Bäume wachsen Ektomykorrhizapilze wie Birkenpilz, Edel-Reizker, Körnchen-Röhrling und Kupferroter Gelbfuß. In dem ausgelichteten Verbindungsstück zwischen Hasenheide und Kernheide verwerten beispielsweise der Gebänderte Harzporling, der Rosastielige Dachpilz und das Stockschwämmchen die im Boden verbliebenen Holz- und Wurzelreste. Destruenten sind unter anderen durch den Bitteren Kiefernzapfenrübling und den Ohrlöffelstacheling vertreten. Beide Arten zersetzen Kiefernzapfen.